# Medicina tropicale

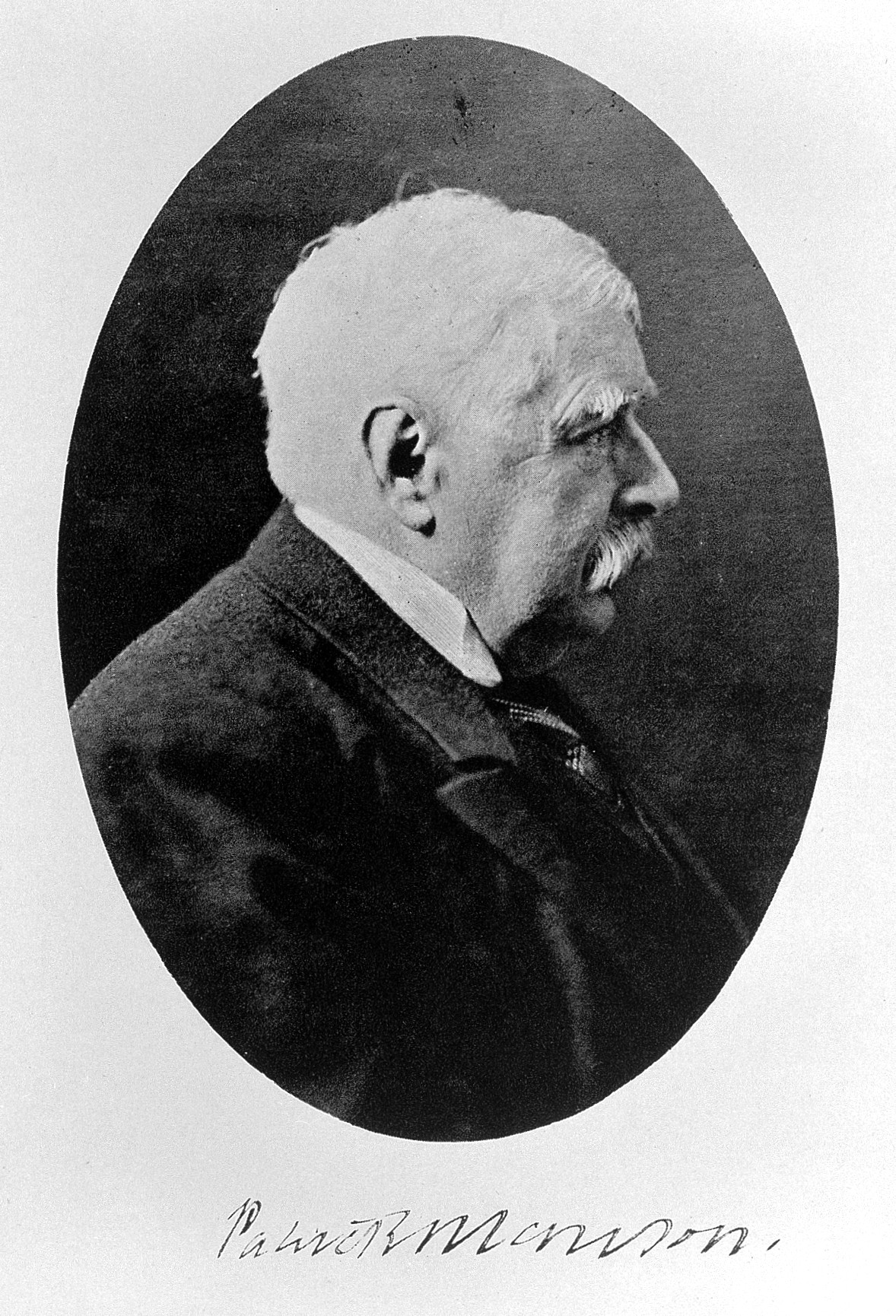
Sir Patrick Manson, padre della Medicina tropicale

La medicina tropicale è una branca interdisciplinare della medicina che si occupa di problemi di salute che si verificano in modo univoco, sono più diffusi o sono più difficili da controllare nelle regioni tropicali e subtropicali.
I medici in questo campo diagnosticano e curano una varietà di malattie e disturbi. La maggior parte delle infezioni che hanno a che fare sono endemiche ai tropici. Alcuni dei più noti includono la malaria, l'HIV / AIDS e la tubercolosi. Devono essere informati sulle 18 malattie tropicali trascurate meno conosciute, che includono la malattia di Chagas, la rabbia e la dengue. Le cattive condizioni di vita nei paesi tropicali sottosviluppati hanno portato a un numero crescente di malattie non trasmissibili. Queste malattie includono il cancro e le malattie cardiovascolari, che in passato sono state più preoccupanti nei paesi sviluppati. I medici formati in medicina tropicale devono essere preparati anche a diagnosticare e curare queste malattie.
La formazione per i medici che desiderano specializzarsi in medicina tropicale varia ampiamente nei diversi paesi. Devono studiare epidemiologia, virologia, parassitologia e statistica, nonché le altre materie richieste a un medico ordinario. La ricerca sulle malattie tropicali e su come trattarle proviene sia dalla ricerca sul campo che dai centri di ricerca, compresi quelli militari.
Sir Patrick Manson è riconosciuto come il padre della medicina tropicale. Fondò la London School of Hygiene & Tropical Medicine nel 1899.  Gli è riconosciuto l'aver scoperto il vettore attraverso il quale l'elefantiasi veniva trasmessa agli esseri umani. Ha imparato che era un verme nematode microscopico chiamato filaria sanguinis hominis. Ha continuato a studiare questo verme e il suo ciclo vitale e ha determinato che i vermi hanno subito metamorfosi all'interno delle zanzare femmine di culex fatigans. Così ha scoperto le zanzare come vettore per l'elefantiasi. Dopo questa scoperta ha collaborato con Ronald Ross per esaminare la trasmissione della malaria tramite il vettore delle zanzare. Il suo lavoro con la scoperta dei vettori come modalità di trasmissione è stato fondamentale per la fondazione della medicina tropicale e per la nostra attuale comprensione di molte malattie tropicali.Alcune come la dracunculosi e altre sono classificate come (Malattie Tropicali Neglettate)